# Prince Albert Raiders

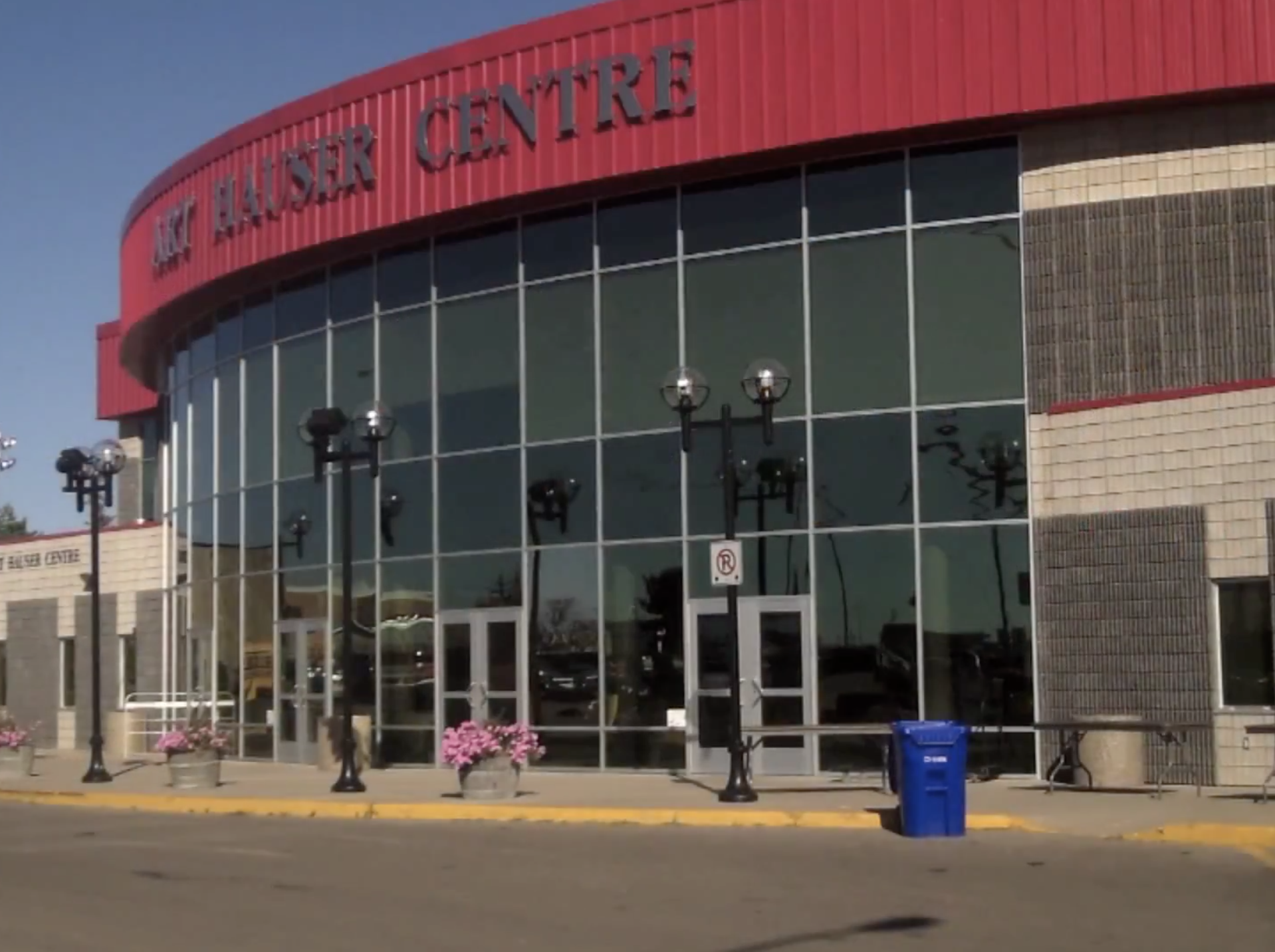
Art Hauser Centre- lodowisko domowe klubu Prince Albert Raiders.

Prince Albert Raiders – juniorska drużyna hokejowa grająca w WHL w dywizji wschodniej, konferencji wschodniej. Drużyna ma swoją siedzibę w Prince Albert w Kanadzie.
- Rok założenia: 1982–1983
- Barwy: czarno-zielono-złote
- Trener: Peter Anholt
- Manager: Donn Clark
- Hala: Art Hauser Centre

## Osiągnięcia
- Ed Chynoweth Cup: 1985, 2019
- Scotty Munro Memorial Trophy: 1985